# OJ 287
OJ 287 — лацертида в созвездии Рака. В её центре находится массивная чёрная дыра, вторая по массе из известных на данный момент (ноябрь 2015 года).
OJ 287 представляет собой двойную систему чёрных дыр, бо́льшая из которых имеет массу равную 18 миллиардам масс Солнца, фактически массу небольшой галактики. Меньший компаньон весит как 100 миллионов масс Солнца. Период его обращения составляет 12 лет. Лацертида находится относительно близко к Млечному Пути, расстояние до Земли составляет 3,5 млрд световых лет (около 1 гигапарсека), видимый блеск варьируется от +13 до +16 (в среднем ≈ +14,5...+15). Для поиска необходим телескоп с диаметром объектива, как правило, более 300 мм, в особо благоприятных условиях можно попытаться его найти с меньшими инструментами.